# Касине
Касѝне (на италиански: Cassine; на пиемонтски: Casèini, Касейни) е малко градче и община в Северна Италия, провинция Алесандрия, регион Пиемонт. Разположено е на 190 m надморска височина. Населението на общината е 3285 души (към 2010 г.).